# 平松邦夫
平松 邦夫（ひらまつ くにお、1948年（昭和23年）11月15日 - ）は、日本の政治家、アナウンサー。

## 人物・来歴
兵庫県尼崎市出身。兵庫県立尼崎高等学校を経て、同志社大学法学部卒業。
大のパチンコファン、競馬ファンである。生まれ育った場所が園田競馬場の近くであったことから、競馬やパチンコなどのギャンブルに興味を持つようになったという。好みの競走馬はタニノムーティエと語っている。

### MBSアナウンサー時代
1971年にアナウンサーとして毎日放送へ入社。同期のアナウンサーに野村啓司と近藤光史（両者とも現在はフリーアナウンサー）、その他の同期に元テレビプロデューサーで現在光明寺住職の御藤良基、大学の同期生でもある元ディレクターで現在ジャーナリストの山田厚史と現在毎日放送相談役最高顧問を務める河内一友がいる。そのうち、過去に野村と近藤の若手アナウンサー三人でラジオのトーク番組を担当していたこともあり、野村は気さくで砕けた役、近藤は嫌味な役、平松は冷徹なツッコミと沈着冷静な進行の役割を担った。各自フリーとなった現在でもそのキャラクターは引き継がれている。
入社2年目の1972年から1970年代の後半までは、MBSラジオの競馬中継で実況を担当。キタノカチドキ、テンポイントなどのレースを実況した。1976年から1994年まで毎日放送の夕方のローカルニュース番組『MBSナウ』のメインキャスターを務めるなど、数々の番組に出演。毎日放送制作一部副部長兼国際部副部長も務めた。
1995年6月から3年間、毎日放送ニューヨーク支局へ支局長として赴任。1998年7月に帰国してからは、アナウンサーとしてダンロップフェニックストーナメントの中継実況などを担当した。また、毎日放送が主催する『サントリー1万人の第九』では、通算で7回司会を務めた。
2001年7月よりソフト企画局センターへ異動した後に、チーフプロデューサーを務めた。その後は2003年7月より1年間にわたり役員室秘書部長、2004年7月から2007年10月14日まで役員室長、同年10月15日から人事局専任局長（大阪市長選挙への出馬（後述）が取りざさされたための人事措置で、出馬表明後に休職）を務め、同年11月3日に定年まで1年の期間を残して退職。アナウンサー職から離れた後も、ラジオ番組にパーソナリティ・アシスタント代理として年に2〜3回出演することがあった。
MBSラジオで『それゆけ!火曜・やしきたかじん』を放送していた時期には、正午のニュースを担当することが多く、メインパーソナリティであったやしきたかじんとニュースの内容に関して討論を頻繁に交していた。そのため、当時のこの時間の「毎日ニュース（現・MBSニュース）」は、この番組に関しては時間を長めに取って放送していた。また、この事が縁でたかじんと親交を深め、大阪市長就任（後述）後はたかじんの冠番組にゲスト出演している。また、たかじんプロデュースの「Koi-con」に大阪府知事（当時）の橋下徹とともにゲスト出演をしたり、橋下との"非公式会談"をたかじんの自宅マンションで行ったりもした。ただし、たかじん逝去時の『そこまで言って委員会』追悼特番やお別れ会では司会を務めていない（いずれも辛坊治郎、山本浩之、宮根誠司の3人が担当）。
2000年10月16日放送の『筑紫哲也 NEWS23スペシャル 中国の朱鎔基首相があなたと直接対話』（TBS制作・JNN系列全国ネット）では、大阪会場からの質問の進行役を務めた。

### 政治家に転身

#### 大阪市長へ

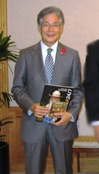
平松邦夫（2008年10月3日撮影）

2007年10月18日、任期満了に伴う大阪市長選挙（11月4日告示、18日投開票）に民主党推薦で無所属で立候補することを表明。その後国民新党の推薦と社民党の支持を得た。選挙戦では、知名度を活かして民主党支持層から無党派層まで幅広く支持を受け、367,058票を得て現職の關淳一を破り、当選を果たした（2007年大阪市長選挙も参照）。12月19日に大阪市長に就任。戦後初の、行政経験がなく公務員でもない民間出身の大阪市長となった。
11月19日、マスコミのインタビューに対し、市政の課題について、下記のように方針を語った。
- 市民サービスの低下を招かないよう、新規での職員採用凍結の解除。
- 市政改革推進会議を解散し、「財政改革・景気対策」「医療・福祉・防災・環境」「教育・文化・芸術・スポーツ」「情報公開・広報」の4委員会を新たに設置。
- 大阪ワールドトレードセンタービルディング（WTC）については、徹底した情報公開を行い、責任の所在を明らかとした上で、金融機関への債権放棄も含めた最終処理を実施。

#### 市長就任後

##### 市政改革
- 市長就任後は、財政再建など前任者が実施した市政改革（大阪市の不祥事を参照）を部分的に継承し、職員給与・職員数の削減、市債残高の削減、経費削減を推進した[6]。2008年度からは、事業仕分けを実施した[7]。
- 予算に占める生活保護費の増大を受けて、国に対して抜本的制度改革を要望するとともに、適正化推進チームを設置し、不正受給の取り締まりや貧困ビジネスへの対応を強化した。永住中国人の親族48人が入国直後に生活保護を申請し32人が受給していた問題[8]では、「生活保護の受給を目的に入国したとみなさざるを得ない」として支給を打ち切った。
- 朝鮮学校への奨学金を手厚くし、毎年2000万円以上の税金を朝鮮学校に投入して「共生」を目指した。

##### 情報公開
- 情報公開を市政の中心課題に掲げ、2008年度から市役所の機構改革（情報公開室の設置等）を行った。情報発信については積極的であり、定例記者会見を前市長の2週に1回から週に1回へ増やした。
- 報道・情報番組へのゲスト出演以外では、「馬場章夫の新・大阪大発見!」などの市政広報番組に定期的に出演し、アナウンサーの経験を生かして自らリポーターも務めた（詳細は以下の「出演番組」の節を参照）。
- 2008年8月には「YouTube大阪市チャンネル」[9]を開設し、大阪市制作の動画の一部を配信開始した。
- 2009年8月発表の全国情報公開度ランキング（全国市民オンブズマン連絡会議）では、大阪市が総合順位で1位となった[10]。
- 2010年3月にゴメス・コンサルティングの実施した「自治体サイトランキング」で、大阪市ホームページが1位となった。
- 2010年5月からは、平松自身がTwitterの利用を開始した[11]。また、同年6月にはUstreamを活用し、記者会見の同時中継を導入した[12]。

##### 都市像
- 大阪市の将来像に関しては、「大都市、そしていちばん住みたいまちへ」をスローガンに掲げ、「『元気な大阪』をめざす政策推進ビジョン」にまとめた。2009年度からこれに基づく事業を実施している[13]。
- 2010年度末に市立小中学校の耐震化率を97.7%まで引き上げ、市立小・中学校の耐震化率、全国トップクラスの水準を達成した[14]。
- 2011年度に英誌エコノミストの調査部門エコノミスト・インテリジェンス・ユニット（EIU）がまとめた世界で最も住みやすい都市ランキングにて大阪が世界で12位、アジアで1位と評価された[15]。
- 都市間連携[16]の成果として京都市から大阪市に提案された企画に応じ、土・日・祝日昼間時間帯の堺筋線「天下茶屋駅」と阪急京都線「河原町駅」の直通運転を開始。南海電鉄「天下茶屋駅」で乗り換えることで、関西国際空港と京都市内を1回の乗り換えで結び、関空への広域アクセスを改善した[17]。
- 2011年度に、全国9都市にある公営地下鉄のうち、大阪市営地下鉄が日本で初めて累積赤字を解消した[18]。地下鉄黒字化は前の市長である關淳一時代の2003年からだが、平松は「いまは公営企業としての改革を進めるが、将来的な民営化は否定しない」と将来の上下分離方式での民営化を否定しなかった[19]。大阪市営地下鉄の黒字化を受けて利益の地下鉄利用者への還元と違法駐輪の削減[20]を兼ねて地下鉄運賃1駅間100円の大幅な値下げが実施される[21]ビジョンを立てたものの、直後に実施された2011年の市長選で落選したため、この構想は実現せずに消滅した。
- 大阪市水道局の水道水を加熱処理して商品化したペットボトル入りの水「ほんまや」が、2011年度に国際的な食品品評会「モンドセレクション」の「ビール、水、ソフトドリンク」部門で金賞を受賞[22]。2009年度に「ほんまや」は年間約25万本と過去最高の売上を記録した[23]。
- 2011年度にベトナムのホーチミン市と上下水道の技術協力などでの包括提携について合意し、覚書に調印[24]。日本国外での「水ビジネス」に市の技術職員を現地に派遣し本格参入した。また2009年度には2015年ごろの開業が見込まれるベトナム初の都市鉄道の運営会社に、地方自治体としては国内で初の日本国外鉄道事業の全面的な技術支援を行う方針を固めた[25]。

##### 市民協働
- 市長特別顧問に寺島実郎（2009年 - ）[26]、内田樹（2010年7月 - ）[27]、喜多俊之（2010年8月 - ）を招いた[28]。
- 2008年度からは、市内各所の市民活動現場を訪問して、市民と直接意見交換を行う「なにわ元気アップ会議」などの新規事業を開始した[29]。
- 市民協働推進キャンペーンとして「Livin' with OSAKA CITY - アメ村コスプレごみ拾い - [30]」等のユニークなイベントも実施した[31]。
- 市民協働を軸に、放置自転車対策や街頭犯罪対策に重点的に取り組み、駐輪場を増設、街頭犯罪発生率を低下させるなど、一定の成果を上げた[32]。
- 市民協働の延長線として、日本初である公園ねこ適正管理推進サポーター制度といったユニークな制度を打ち出す一面も見せた[33]。

##### 市議会との関係
- 市議会では、選挙で推薦を受けた民主党が少数与党のため、副市長任命を断念に追い込まれたなど、厳しい市政運営を迫られた。
- 2010年5月の市議補選では、橋下が代表を務める大阪維新の会の候補が当選し、その後新たに市議から合流者が出た。
- 2011年4月の市議選（第17回統一地方選挙）では、大阪維新の会が第一会派となったが、過半数には至らなかった。

##### 不祥事への対応
- 就任後に発覚した市役所の裏金問題では、時間の経過とともに次々と複数の部局で裏金の存在が明らかとなり、不祥事への対応が注目された[34][35]。
- 2010年3月には、職員の相次ぐ不祥事を受けて、「服務規律確保プロジェクトチーム」を設置した[36]。

##### 大阪府との関係
- 2008年2月に就任した大阪府知事の橋下徹とは、府市連携や文化行政のあり方をめぐって頻繁に意見交換を行っていた。大阪府と大阪市の水道事業の統合をめぐっては、4月に担当部局を交えた公開の意見交換会を実施し[37]、7月には府市それぞれの統合案を検証する第三者委員会を設置することで合意した。その後、府市は、市の案にもとづく統合で合意したが、大阪市以外の府下市町村と大阪府との協議がまとまらず、統合に至らなかった[38]。
- 文化行政については、施設の廃止や補助金の削減を主張する橋下とは一線を画し、府が削減した文楽協会や大阪フィルハーモニー交響楽団への補助を継続した。2009年に開催された「水都大阪2009」や、2010年の上海万博への出展については、互いに協力した。
- 橋下が提起した、二次破綻が懸念される大阪ワールドトレードセンタービルディング（WTC）への大阪府庁移転案について、平松は、WTCの債権問題を懸念しつつも、府への売却に期待する考えを示し[39]、大阪府議会での議論の際は、極めて異例ながら、自ら府議会へ出向いて説明を行った。府議会はWTCへの府庁移転案を2009年に否決したものの、第二庁舎として購入することで調整が進み、2010年3月に購入に向けた予算案を議決した（詳細はWTCの項目を参照）。
- 2009年2月3日に開催されたシンポジウムでは、橋下から「大阪圏を引っ張るのは大阪市だと思っているが、市民の利益を超えた大阪のためという意識がどこまであるのか疑問。平松市長の市民協働は、本当なら区長がやるべきだ」「府特別顧問の上山信一慶大教授から『市の改革は完全に止まった』と聞いている」と批判され、平松も「同じ府民税を納めながら、堺市とあわせ300万人を超える人が差別を受けている」「大阪市はいつまでも職員厚遇だと誤解されている。市の改革も進んでいる。見せ方のキャラの違い」と反論し、議論が白熱した[40]。
- 橋下の進める大阪都構想には反対を表明し、関西州設立を展望した府市連携・都市間連携の推進を主張した[41]。
- 大阪府が朝鮮学校への補助金を停止して全国的な物議を醸した際は、市民協働を軸に、全国に先駆けて補助金の継続を訴え実践した。

#### 再選を目指すも落選
2011年11月、再選を目指し大阪市長選挙に立候補。民主党・自民党・公明党はもとより、日本共産党までもが平松を支持し、大阪府知事を辞職して立候補した橋下徹との一騎討ちとなった。前回自身が初当選した際の得票数（36万票余り）を大きく上回る52万票余りを獲得したものの、75万票余りを獲得した橋下に大差で敗れ、落選した。

#### 大阪市長退任後
大阪市長退任後の2012年4月からは、株式会社ウィズ（毎日放送時代の先輩アナウンサーで羽衣国際大学名誉教授の斎藤努が代表取締役社長を務めるイベント・講師派遣会社）が運営する有料会員制政策フォーラム「公共政策ラボ（PPL）」の代表として活動している。その後金沢工業大学大学院コンテンツ&テクノロジー研究所の客員教授に就任している。
2015年5月17日に実施された大阪市特別区設置住民投票で、大阪都構想が否決されたことについて「嬉しい、嬉しい!!」と喜びの言葉を述べるとともに、構想を練った大阪維新の会に対し「こんな馬鹿なことは二度としないで欲しい」と新聞社のインタビューで述べていた。同年11月実施の2015年大阪市長選挙では、返り咲きを目指し出馬を模索したが断念。しかし「この大阪ダブル選挙は、何度も蘇ってきた大阪維新の会の根っこを断つ選挙だ」と述べ、柳本顕を支持することを表明した。11月22日、柳本の選挙事務所に駆けつけ情勢を見守ったが、柳本は大差で落選し、大阪維新の会公認候補の吉村洋文が当選した。

## 出演番組

### 毎日放送時代

#### テレビ
報道・情報ワイドショー番組
| 期間      | 期間      | 番組名    | 役職                                                                      |
| --------- | --------- | --------- | ------------------------------------------------------------------------- |
| 1976年1月 | 1994年9月 | MBSナウ   | メインキャスター ※1984年9月まで木・金曜日担当、同年10月から月～水曜日担当 |
| 1984年4月 | 1985年3月 | ワイドYOU | サブ司会                                                                  |

バラエティ・紀行・スポーツ実況担当・特別番組
- 漫才名人会[1]
- 漫才封切館[1]
- あどりぶランド[1]
- 毎日放送開局40周年記念特別番組（1990年9月）
- 真珠の小箱
- インターナショナルツアー・ダンロップフェニックストーナメント（1999年・2000年大会の実況担当）

#### ラジオ
- おはようリスナー大久保怜です
- ごきげん土曜大作戦[1]
- 歌謡ダービー[1]
- 毎日放送土曜（日曜）競馬（1972年 - 1984年）
- 平松邦夫のミセスヤングタウン（1987年度のナイターオフ番組、金曜日の夜に生放送）[2]
- 平松邦夫の今夜もよろしく

ほか

### 大阪市長就任後
- おはようパーソナリティ道上洋三です（ABCラジオ、2007年11月19日放送）※大阪市長選挙当選後、最初にスタジオ生出演した番組。
- 情報ライブ ミヤネ屋（読売テレビ、2007年11月19日放送）※関西ローカル以外の準全国ネットに生出演した数少ない番組（出演当時、日本テレビとテレビ信州では未ネット）。
- たかじんのそこまで言って委員会（読売テレビ、2007年11月25日・2010年9月12日放送）
- ムハハnoたかじん（関西テレビ、2008年2月1日・8日放送ほか）※2月1日当時、大阪府知事就任前の橋下徹と共演。その後月一（または2ヶ月に一度）のペースで橋下とともにゲスト出演。事実上の大阪府・大阪市のトップ会談となった。
- かんさい特集「新知事・市長に問う 大阪の、これから」（NHK大阪放送局、2008年2月1日放送）
- 馬場章夫の新・大阪大発見!（MBSラジオ、2008年4月6日 - 2011年3月27日）※5分間のトークコーナー「平松邦夫のげんき通信」に出演。
- なにわルネサンス「おとなの文化村」（FM大阪、2008年8月24・31日放送）
- OSAKAほっとタイム（J-COMウエスト ・ベイコム（ケーブルテレビ）、2008年4月19日 - ）※一コーナー「平松邦夫のほっとスポット」に出演し、自らリポーターを務めた。放送終了分は大阪市ホームページから視聴可能[44]。
- HIRAMATSU STRAIGHT TALK（FM大阪、2010年11月4日 - ）※元同僚の斎藤努と共演。
- 私も一言!夕方ニュース（NHKラジオ、2010年2月15日）※近畿2府4県での放送がない17時台に電話で出演。

### 大阪市長退任後
- たかじんのそこまで言って委員会（読売テレビ、2013年4月28日放送）※副委員長代行。本来の副委員長であった辛坊治郎の代打として出演。
- てっぺんとったるで!（KBS京都・びわ湖放送、2014年8月 - 10月28日）※司会

## 関連書籍
- 『おせっかい教育論』鷲田清一・内田樹・釈徹宗との共著、140B、2010年9月。
- 『勝ってもうた!!―“サラリーマン市長”平松邦夫・涙と笑いの奮戦記』山内喜美子著、京阪神エルマガジン社、2008年5月。

## 関連人物

### MBS関係
- 青木和雄（かつての先輩）
- 板倉俊彦（同上）
- 伊東正治（かつての部下、後輩）
- 岩城潤子（同上）
- 馬野雅行（同上）
- 来栖正之（同上）
- 小池清（かつての上司、先輩）
- 河内一友（MBS時代の同僚）
- 近藤光史（同上）
- 高梨欣也（かつての上司、先輩）
- 斎藤努（同上）
- 阪本時彦（同上）
- 角淳一（同上）
- 高井美紀（かつての部下、後輩）
- 野村啓司（MBS時代の同僚）
- 蜂谷薫（かつての先輩）
- 藤本永治（かつての上司、先輩）
- 美藤啓文（かつての部下、後輩）
- 御藤良基（MBS時代の同僚）

### JNN関係（MBSを除く）
- 小高直子（高校の後輩）
- 夏目和良（大学の先輩）
- 石井亮次（大学の後輩）
- 石塚元章（同上）
- 塩見啓一（同上）
- 田中優奈（同上）
- 牧野克彦（同上）

### 芸能関係
- 鳳蘭
- キダ・タロー
- 佐渡裕
- 馬場章夫
- 古舘伊知郎
- 堀内孝雄

### 政治関係
- 橋下徹